# 小田義人
小田 義人（おだ よしひと、1947年5月22日 - 2018年6月5日）は、静岡県静岡市出身のプロ野球選手（内野手）・コーチ。

## 経歴
静岡東中学時代は県大会で準優勝したほか、200m走23秒6で全日本放送陸上の記録も持っていた。
進学校の静岡高校では甲子園に2回出場し、1年次の1963年夏の選手権では2回戦で銚子商に敗退。この時のチームメイトには、1年上の長倉春生がいた。3年次の1965年には春の選抜に出場するが、準々決勝で岡山東商の平松政次に完封負けを喫する。同年夏の甲子園静岡大会も決勝に進むが、後にプロで同僚となる内田順三のいた東海大一高に10回裏サヨナラ負けを喫する。同期に服部敏和、佐藤竹秀がいる。
同年の第1回ドラフトでは阪急から6位指名を受けたが拒否し、卒業後の1966年に早稲田大学へ進学。東京六大学リーグでは在学中に2回の優勝を経験し、3年次の1968年秋季では法大を抑えて2年ぶりの優勝に貢献。一塁手としてベストナインに選ばれたか、この時のベストナインは三塁手は富田勝、遊撃手は荒川尭、外野手は山本浩二・谷沢健一と後にプロで活躍する選手が多く選ばれている。リーグ通算75試合出場、294打数73安打、5本塁打、35打点、打率.248。
大学卒業後は1970年に大昭和製紙へ入社し、同年の都市対抗に5番・一塁手として出場。大学同期の安田猛が毎試合リリーフで好投し決勝まで勝ち進み、決勝では再試合の末に三菱重工神戸を降し優勝を飾った。他のチームメイトには正捕手の長倉、4番の小松健二がいた。1971年の産業対抗でも3試合連続本塁打を放ち優勝、最高殊勲選手に選ばれる。1972年の都市対抗では日本楽器に補強され、チームの中心打者として初優勝に貢献。同年の第20回アマチュア野球世界選手権日本代表となり、社会人ベストナインにも2度選出された。
1972年のドラフト2位でヤクルトアトムズに入団。
1973年から一塁手のレギュラーを任されるが打撃成績は低迷。
1974年オフに大杉勝男との交換トレードで内田順三と共に日本ハムファイターズへ移籍。
1975年は開幕から好調を維持し、4月後半には四番打者に定着。白仁天（太平洋）と首位打者を争うも、白の打率.3193に対し小田は打率.3187と僅差で首位打者のタイトルを逃した。この年には自己最多の16本塁打を記録している。長打力はあまりないが、しぶとい打撃で打点を稼ぎ、中心打者として活躍した。同年オフの11月8日には「東京六大学野球連盟結成50周年記念試合プロOB紅白戦」メンバーに選出され、早大の先輩である荒川博監督率いる白軍の選手として出場。
1976年も打率.281（リーグ10位）の好成績を記録する。
1977年オフに柏原純一との交換トレードで杉田久雄と共に南海ホークスへ移籍、南海でも1年目はレギュラーとして102試合に出場するが、その後は片平晋作にポジションを譲る。南海時代のニックネームは背番号9である事から小田急電鉄に因んで『小田急（9）』であった。
1981年オフに南海を自由契約になり近鉄バファローズへ移籍する。
1983年限りで現役を引退。
極度の近視で眼鏡がトレードマークだった。

### 引退後
引退後は東名高速日本平パーキングエリアに副支配人として4年間（1984年 - 1987年）勤務し、毎朝7時半に出勤で、土産物コーナーのレジやレストランのウェイターも経験。
1988年から1990年は近鉄のスカウトを務め、静岡高校の後輩である赤堀元之を見出だした。
近鉄退団後は古巣・ヤクルトで二軍打撃コーチ（1991年 - 1993年）→二軍育成コーチ（1994年）を務め、1993年1月18日・翌19日には同期で一軍投手コーチの安田と共に古巣・大昭和を指導し、これがプロから社会人へのコーチ派遣初解禁、初ケースになった。
1995年からはヤクルトのスカウトとなり、早稲田の後輩である青木宣親や武内晋一の入団に尽力。後にスカウト部長を務めた。
2016年の学生野球資格回復研修を受講し、2017年2月7日に日本学生野球協会より学生野球資格回復の適性認定を受けたことにより、学生野球選手への指導が可能となった。
2018年6月5日、肺がんのため死去。71歳没。

## 詳細情報

### 年度別打撃成績
| 年 度      | 球 団      | 試 合 | 打 席 | 打 数 | 得 点 | 安 打 | 二 塁 打 | 三 塁 打 | 本 塁 打 | 塁 打 | 打 点 | 盗 塁 | 盗 塁 死 | 犠 打 | 犠 飛 | 四 球 | 敬 遠 | 死 球 | 三 振 | 併 殺 打 | 打 率 | 出 塁 率 | 長 打 率 | O P S |
| ---------- | ---------- | ----- | ----- | ----- | ----- | ----- | -------- | -------- | -------- | ----- | ----- | ----- | -------- | ----- | ----- | ----- | ----- | ----- | ----- | -------- | ----- | -------- | -------- | ----- |
| 1973       | ヤクルト   | 82    | 157   | 148   | 11    | 32    | 5        | 0        | 3        | 46    | 13    | 1     | 4        | 1     | 0     | 8     | 0     | 0     | 36    | 1        | .216  | .256     | .311     | .567  |
| 1974       | ヤクルト   | 73    | 184   | 170   | 15    | 34    | 11       | 0        | 6        | 63    | 24    | 0     | 2        | 1     | 2     | 8     | 1     | 3     | 30    | 6        | .200  | .246     | .371     | .616  |
| 1975       | 日本ハム   | 122   | 432   | 411   | 48    | 131   | 12       | 0        | 16       | 191   | 53    | 4     | 2        | 1     | 5     | 13    | 0     | 2     | 37    | 17       | .319  | .339     | .465     | .803  |
| 1976       | 日本ハム   | 127   | 506   | 463   | 43    | 130   | 17       | 6        | 10       | 189   | 55    | 9     | 7        | 7     | 2     | 28    | 3     | 6     | 45    | 15       | .281  | .329     | .408     | .737  |
| 1977       | 日本ハム   | 120   | 398   | 377   | 41    | 99    | 17       | 0        | 8        | 140   | 29    | 8     | 6        | 3     | 3     | 8     | 0     | 7     | 32    | 7        | .263  | .289     | .371     | .660  |
| 1978       | 南海       | 102   | 328   | 298   | 19    | 70    | 9        | 0        | 5        | 94    | 25    | 3     | 2        | 6     | 3     | 12    | 3     | 9     | 28    | 11       | .235  | .283     | .315     | .598  |
| 1979       | 南海       | 63    | 128   | 118   | 11    | 20    | 2        | 0        | 3        | 31    | 9     | 0     | 0        | 1     | 1     | 7     | 1     | 1     | 12    | 3        | .169  | .220     | .263     | .483  |
| 1980       | 南海       | 69    | 177   | 158   | 16    | 38    | 6        | 0        | 8        | 68    | 25    | 3     | 0        | 4     | 3     | 11    | 0     | 1     | 16    | 10       | .241  | .289     | .430     | .719  |
| 1981       | 南海       | 29    | 44    | 39    | 4     | 6     | 1        | 0        | 1        | 10    | 5     | 0     | 0        | 1     | 0     | 3     | 0     | 1     | 4     | 0        | .154  | .233     | .256     | .489  |
| 1982       | 近鉄       | 60    | 146   | 133   | 13    | 36    | 6        | 0        | 7        | 63    | 29    | 0     | 1        | 2     | 2     | 5     | 0     | 4     | 26    | 2        | .271  | .313     | .474     | .786  |
| 1983       | 近鉄       | 40    | 82    | 69    | 5     | 14    | 0        | 0        | 0        | 14    | 7     | 0     | 1        | 1     | 0     | 12    | 0     | 0     | 11    | 2        | .203  | .321     | .203     | .524  |
| 通算：11年 | 通算：11年 | 887   | 2582  | 2384  | 226   | 610   | 86       | 6        | 67       | 909   | 274   | 28    | 25       | 28    | 21    | 115   | 8     | 34    | 277   | 74       | .256  | .297     | .381     | .678  |

- 各年度の太字はリーグ最高

### 記録
初記録
- 初出場：1973年4月19日、対阪神タイガース3回戦（明治神宮野球場）、8回表に一塁手として出場
- 初安打：1973年4月28日、対阪神タイガース4回戦（阪神甲子園球場）、6回表に内田順三の代打として出場、江夏豊から二塁打
- 初先発出場：1973年5月13日、対読売ジャイアンツ4回戦（明治神宮野球場）、7番・一塁手として先発出場
- 初打点：1973年5月15日、対大洋ホエールズ4回戦（明治神宮野球場）、5回裏に榎本直樹の代打として出場、竹内広明から内野ゴロの間に記録
- 初本塁打：1973年9月15日、対読売ジャイアンツ22回戦（後楽園球場）、3回表に小川邦和から左越満塁本塁打

その他の記録
- オールスターゲーム出場：1回 （1976年）

### 背番号
- 7 （1973年 - 1974年）
- 6 （1975年 - 1977年）
- 9 （1978年 - 1981年）
- 37 （1982年 - 1983年）